# Успахаджиев, Ислам Арбиевич
Успахаджиев Ислам Арбиевич (10 октября 1973, с. Катыр-Юрт — 13 ноября 2009, Урус-Мартановский район) — чеченский полевой командир, один из амиров (лидеров) Вилаята Нохчийчоь (Чечня) Имарата Кавказ, командовал Ачхой-Мартановским сектором и Урус-Мартановским джамаатом, амир группы, близкий соратник Докку Умарова. В кругу моджахедов-боевиков был известен как «амир Ислам» и по прозвищам «Арби» и «Имам».

## Биография
Успахаджиев занимал должность командующего Ачхой-Мартановским сектором Юго-Западного фронта вооружённых формирований Вилайята Нохчийчоь Имарата Кавказ и Урус-Мартановским джамаатом. С 24 августа 2005 года находился в федеральном розыске за вымогательство, посягательство на жизнь сотрудников милиции, терроризм и незаконный оборот оружия.
Был уничтожен 13 ноября 2009 года в горно-лесистой местности южнее села Шалажи. По месту обнаружения крупной группы моджахедов (боевиков) сначала был нанесён вертолётный удар, а после произошёл бой, в ходе которого было ликвидировано 20 сепаратистов, среди которых оказался Успахаджиев. Уничтожение Ислама Успахаджиева дало основания полагать, что среди убитых 20 сепаратистов был и Докку Умаров, так как в последнее время Умаров и Успахаджиев постоянно держались вместе. Однако Умаров выжил и вскоре выступил с видеообращением.